# عمليات حلزونية

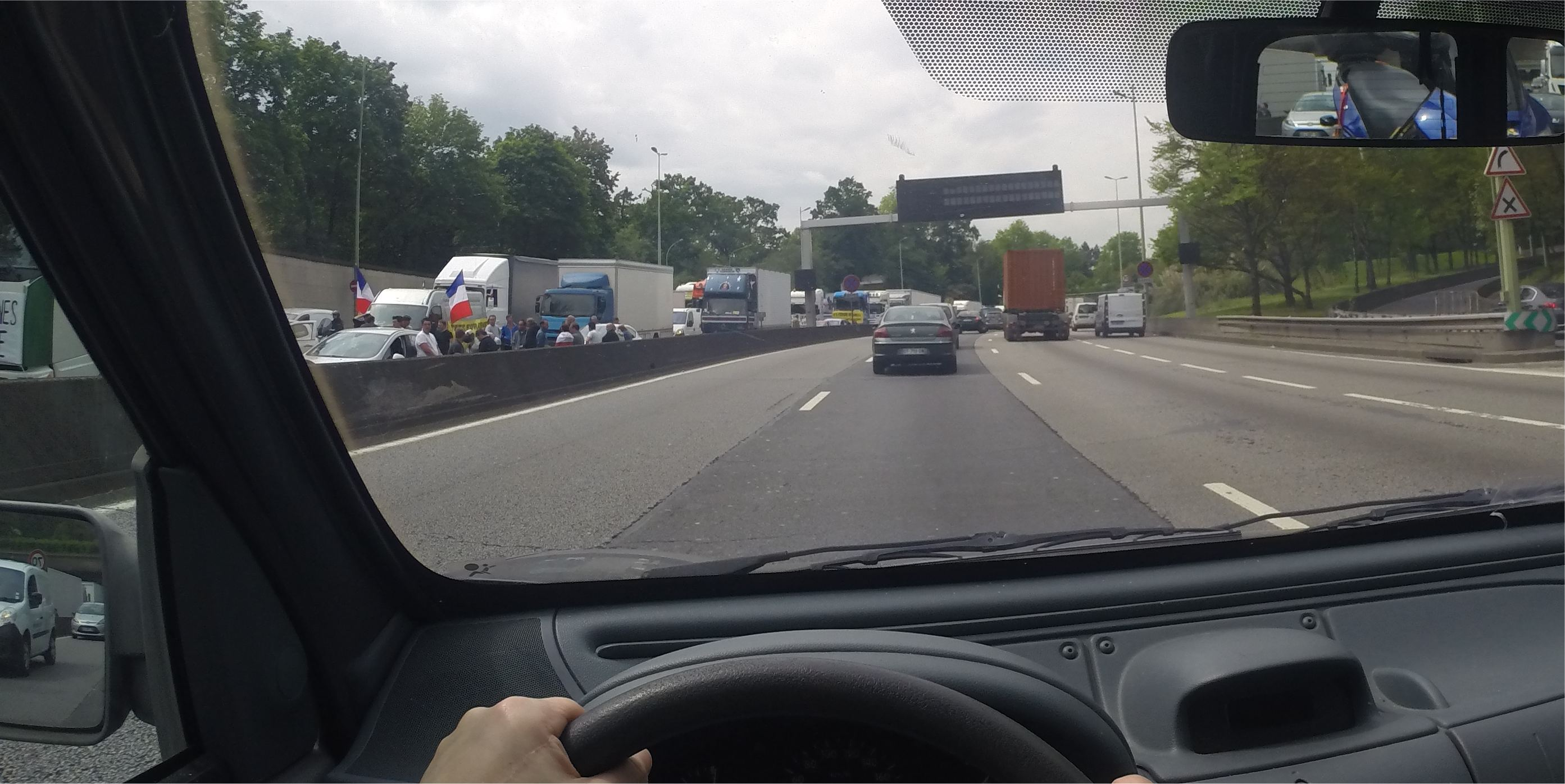

العمليات الحلزونية تتمثل في عرقلة لحركة السير أو إغلاق تام للطرق وذلك بهدف الاحتجاج. 
الهدف هو جذب انتباه الرأي العام من الأشخاص المحاصرين من قبل تلك العملية. وهي على عكس العمليات التي تلغي رسوم العبور على السائقين، حيث أن العمليات الحلزونية تحاول جذب الانتباه من خلال تعطيل حركة المرور، أما الثانية فتجذب الرأي العام من خلال تسهيل حركة المرور.

## فرنسا
أول العمليات الحلزونية في فرنسا تعود إلى 1970. وفي تموز / يوليه 1992 تتابعت الاحتجاجات ذاتها ضد تطبيق نظام النقاط على رخص القيادة. وفي السنوات الأخيرة في فرنسا تم اللجوء لمثل هذا النوع من الاحتجاج (ولا سيما في سياق الاحتجاجات ضد CPE عقد الوظيفة الأولى في عام 2005 وإصلاح نظام المعاشات التقاعدية في عام 2010) وفي مختلف القطاعات، مثل المطاعم، والزراعة، أو وسائل النقل الخاصة.
هذا النوع من الاحتجاجات جريمة جنائية (المادة L412-1 قانون المرور) تصل عقوبتها إلى السجن عامين و 4500 يورو غرامة و 6 نقاط على رخصة القيادة.

## كيبك
العمليات الحلزونية تتبع لحركة غير ربحية، بدأت في كانون الثاني / يناير 2010 ، وكانت تدين وقتها زيادة أسعار الجهة المسؤولة عن تأمين السيارات في كيبيك SAAQ. وكانت مهمة هذه الحركة الحوار مع السلطات حول الدراجات النارية وتحسين صورة راكبي الدراجات النارية في كيبيك. إن طرق الاحتجاج هي وسيلة من وسائل الضغط القانونية للمواطنين. وعلى المتظاهرين خلال تطبيق عملية حلزونية القيادة بسرعة 60 كم/ساعة وذلك في الطرق السريعة التي يكون الحد الأدنى للقيادة فيها 60 كم/ساعة، بهدف جذب انتباه السلطات.

## لبنان
أول العمليات الحلزونية في لبنان، بدأت في خضم  الثورة اللبنانية، في 15 تشرين الثاني 2019، حيث اتجه المحتجون من جسر الرينغ في بيروت إلى جل الديب.

### روابط خارجية
- Site du Mouvement Escargot du Québec